# Stade de Reims (féminines)
Maillots
Actualités
La section féminine du Stade de Reims est un club féminin de football français basé à Reims et fondé en 1968 sous le nom de Football Club Féminin de Reims, puis est absorbé par le Stade de Reims un an plus tard.
Les Rémoises font partie des seize équipes qui ont fondé la Division 1 en 1974. Elles participent d'ailleurs aux huit premières finales de la compétition, remportant cinq titres de championne de France. Mais dans les années 1980, l'équipe féminine décline sportivement et retrouve le niveau départemental puis disparait avec la liquidation judiciaire du club en 1992. À la suite du retour du club professionnel masculin parmi l'élite, la section féminine est recréée en septembre 2014 et évoluait de 2019 à 2025 en Première Ligue. Elle évolue depuis cette saison en Seconde Ligue.

## Histoire

### Les pionnières de Reims (1968-1974)
Au lendemain de Mai 68, alors que les initiatives en faveur du football féminin se multiplient, le journaliste Pierre Geoffroy, à la tête de la kermesse annuelle de l'Union-Sports, trouve une idée originale pour attirer du monde : un match de foot entre femmes. Pour former une équipe, il s'appuie alors sur les épouses et fiancées des joueurs du Stade de Reims et met une annonce le 9 juillet 1968 dans son quotidien, L'Union. Il reçoit en retour de nombreuses candidatures provenant de Reims et ses environs, à la surprise de Pierre Geoffroy et Richard Gaud, également salarié à L'Union et premier entraîneur. Ainsi dès le lendemain de l'annonce, une deuxième annonce traduit le succès de l'initiative : « Déjà des inscriptions pour l'équipe féminine de football ». Elles seront une douzaine finalement à rapidement répondre favorablement à l'appel du journaliste. Durant le mois d'août 1968, est dévoilé le premier adversaire de l'équipe rémoise, le FC Schwindratzheim, une équipe alsacienne, l'équipementier, Le Coq sportif, et enfin le nom de la formation champenoise, le Football Club Féminin de Reims (FCF Reims).
Le 24 août 1968, ces femmes sont présentées au stade Auguste-Delaune en lever de rideau de la rencontre de Division 2 entre le Stade de Reims et Valenciennes devant près de 6 000 spectateurs. Contre le FC Schwindratzheim, arbitrées par l'arbitre féminine Hortense Wittemann, les rémoises s'offrent une victoire 3-1 au terme de 60 minutes grâce au doublé de Liliane Roth-Laval et au but de Michèle Darbre. Le lendemain se déroule une seconde rencontre lors de la kermesse de l'Union-Sports remportée par Reims sur le score de 2-1 devant 2 000 spectateurs. Le succès est réel mais reste d'abord de dimension locale. Sous la pression des joueuses désireuses de continuer l'aventure, la démarche se poursuivit par la suite. 
Dans les semaines qui suivent, se traduit alors la volonté de créer de véritables compétitions de football féminin, d'abord à l'échelle locale, avant de rencontrer des équipes d'autres régions et pays. Mais en l'absence de véritables équipes constituées, les joueuses rémoises elles-mêmes incitaient d'autres groupes de filles à se constituer en équipes. Se jouent alors des matches-exhibitions en lever de rideau organisés dans la région et chargés de populariser la pratique. Le 27 octobre 1968, elles rencontrent le CS Humbécourt en lever de rideau d'un match de DH à Saint-Dizier pour une victoire 10-1. En Champagne, la dynamique rémoise porte ses fruits et un Challenge du Coq Sportif est lancé le 23 mars 1969 avec 13 équipes. Le FCF Reims le remporte lors d'une phase finale à 4 organisée au stade Auguste-Delaune le 29 septembre 1969 face à Marnaval (2-0). Les 14 et 15 juin 1969, se joue un tournoi international entre le FCF Reims, une sélection alsacienne, une équipe anglaise (Herne Bay LFC) et le Slavia Pramen Kablice, champion de Bohême-du-Sud. Les Tchèques s'imposent en finale face au FCF Reims.
Fer de lance de la promotion du football féminin, le 10 novembre 1969, le FCF Reims devient la section féminine du Stade de Reims. Le club joue son premier match le 16 novembre 1969 au stade Jean-Bouin de Paris en baisser de rideau de RC Paris-Neuilly - AS Aix, face à une sélection de joueuses du Nord-Est. Il entame ensuite une tournée de matches amicaux autour du monde, puis participe et remporte le premier championnat du Nord-Est en 1970, premier championnat officiel reconnu par la FFF.
En 1971, la première équipe de France féminine, sous l'ossature des Stadistes, participe à l'officieuse Coupe du monde où elles foulent le stade Azteca devant cent mille aficionados. L'année suivante, elles se produisent en Indonésie dans un stade à nouveau plein, 60 000 spectateurs, malgré la retransmission télévisée du match. Le Stade en profite alors pour faire signer une jeune joueuse de 17 ans, Anne O'Brien, cousine de l'international irlandais et capitaine du Leeds United, Johnny Giles. Un premier transfert depuis l'étranger qui appelle d'autres lointains déplacements comme aux Antilles et Haïti durant l'année 1974 devant des foules toujours aussi nombreuses à chacune de leurs rencontres.

### Des débuts prolifiques (1974-1985)
Sur le plan national, les Stadistes sont invaincues depuis la création du club. En plus de 200 matches joués, elles ne comptent que 23 défaites, toutes subies lors de leurs tournées à l'étranger. Les Rémoises dont la cadette, Isabelle Musset, a quinze ans et la doyenne, Marie-Louise Butzig, trente, sont pour certaines ouvrières en dehors du carré vert. La majorité, étudiantes ou secrétaires et trouvent dans le football un moyen d'échapper à leur quotidien, sous l'égide de leur mentor Pierre Geoffroy et des dirigeants rémois tombés secrètement amoureux de leurs protégées depuis que l'équipe masculine est sur le déclin. En 1975 à Reims, les filles inscrivent alors une première ligne officielle au palmarès.
Après une première phase aisément franchie par Reims (3 victoires, 22 buts pour, 1 but contre), en quart de finale, les Rémoises continuent leur sans-faute et sortent le FC Metz (2-1, 5-0) avant de faire tomber le FC Rouen en demi (2-0, 2-1). La finale face à l'AS Orléans sera à sens unique. Un tir de Dominique Dewulf, une reprise de l'Irlandaise Anne O'Brien, une autre de Marie-Bernadette Thomas puis une nouvelle réalisation de Dominique Dewulf portait le score à 4-0 à la pause. La seconde période était gérée par les Champenoises devant leur public. La virevoltante Michèle Wolf inscrivant le cinquième but. Emmenée par la capitaine Ghislaine Souef, la section féminine du Stade de Reims remporte le premier championnat de France officiel lancée lors de la saison 1974-1975, quatre ans après la reconnaissance du football féminin par les instances françaises.
Le Stade de Reims conserve son titre les deux saisons suivantes : en 1976-1976, il bat en finale le FC Rouen, sur le score cumulé de huit buts à un, puis en 1976-1977, il domine Caluire SCSC, quatre buts à un.
Le club champenois s'impose encore à l'extérieur de l'Hexagone : l'équipe rémoise représente le football féminin français lors d'une compétition mondiale non officielle organisée à Taïwan en octobre 1978, et remporte ce tournoi ex aequo avec les Finlandaises du Helsingin Jalkapalloklubi.
Malgré ses succès, les affluences lors des matchs de l'équipe féminine restent confidentielles, de l'ordre de 200 à 300 spectateurs à domicile. Dauphines de l'AS Étrœungt en 1978, 1979 et 1981, elles remportent deux nouveaux titres en 1980 et 1982.

### Déclin de l'équipe rémoise (1985-1992)
L'équipe du Stade de Reims est finalement reléguée en 1985-1986, puis de nouveau en 1988-1989, et la section féminine disparait consécutivement au dépôt de bilan du club en 1992.
Des joueuses rémoises continueront à évoluer plusieurs mois plus tard sous l'ancienne appellation, le Football Club Féminin de Reims. Elles remportent le championnat interrégional, accèdent en National 1B où elles se maintiennent encore trois saisons avant d'être reléguées en régional en 1995.

### Relance de la section féminine (depuis 2014)
La section féminine du Stade de Reims est relancée à l'été 2014 et débute au niveau régional. Le premier match officiel en Coupe de France se déroule le samedi 13 septembre à Saint-Memmie (Marne). Sous la direction de leur entraineur Florent Ghisolfi, les Rémoises sont championnes de Division d'honneur Champagne-Ardenne dès la première année et accèdent à la Division 2 dès la saison 2015-2016 en remportant les barrages interrégionaux.
Entrainées par Amandine Miquel depuis janvier 2017, les Rémoises, qui évoluent en D2 depuis 2016, assurent leur montée en première division le 31 mars 2019, malgré leur première défaite de la saison face à Orléans (1-3), et effectueront leurs retours dans l'élite quarante ans après leur dernière saison au plus haut niveau. Le groupe est alors jeune mais avec beaucoup d'internationales jeunes ou étrangères (la Portugaise Melissa Gomes, la Costaricaine Mélissa Herrera, l'Américaine Phallon Tullis-Joyce, l'Italienne Giorgia Spinelli et l'Ukrainienne Tanya Romanenko).
En 2022-2023, les Rémoises égalisent leur meilleur résultat en championnat depuis leur retour au plus haut niveau avec une sixième place. Emmenée par Melchie Dumornay (11 buts), élue meilleure espoir de D1 Arkema, et Kessya Bussy (8 buts), l'attaque a été particulièrement prolifique avec 40 réalisations. Le Stade de Reims atteint par ailleurs de nouveau les quarts de finale de la Coupe de France. Les Rémoises ont été proches d'un exploit, poussant les Lyonnaises jusqu'à la séance de tirs au but après avoir égalisé dans le temps réglementaire (2-2, 7-8 tab). Le club fait face chaque inter-saison à un renouvellement assez important de son effectif, ne remettant pas en cause les ambitions du club.
Pendant la saison 2023-2024, les Rémoises continuent leur marche en avant et parviennent à finir la saison à la quatrième place, qualificative pour la nouvelle formule de play-offs. Opposées à l'Olympique Lyonnais en demi-finale, les protégées d'Amandine Miquel s'inclinent lourdement 6 buts à 0 sur la pelouse du Groupama Stadium. En petite finale, les Rémoises retrouvent les Parisiennes du Paris FC. Après une rencontre haletante, les Rouge et Blanche seront défaites aux tirs au but (1-1, 2-4 tab), laissant échapper une qualification aux tours préliminaires de la Ligue des Champions féminine.

## Résultats sportifs

### Palmarès
Le palmarès de l'équipe féminine du Stade de Reims comporte cinq championnats de France.
Le tableau suivant liste le palmarès du club actualisé à l'issue de la saison 2018-2019 dans les différentes compétitions officielles au niveau national, international, régional.
| Compétitions nationales | Équipes de jeunes           |
| - Championnat de France (5) - Champion : 1975, 1976, 1977, 1980, 1982. - Vice-champion : 1978, 1979, 1981. - Championnat de France D2 (1) - Champion : 2019 | Votre aide est la bienvenue |

### Bilan saison par saison
Le tableau suivant retrace le parcours du club depuis la création de la première division en 1974.
| Édition                             | Division 1 | Division 2             | Divisions régionales       | Coupe de France         |
| 1974-1975                           | Vainqueur  | Championnat inexistant | -                          | Compétition inexistante |
| 1975-1976                           | Vainqueur  | Championnat inexistant | -                          | Compétition inexistante |
| 1976-1977                           | Vainqueur  | Championnat inexistant | -                          | Compétition inexistante |
| 1977-1978                           | Finaliste  | Championnat inexistant | -                          | Compétition inexistante |
| 1978-1979                           | Finaliste  | Championnat inexistant | -                          | Compétition inexistante |
| 1979-1980                           | Vainqueur  | Championnat inexistant | -                          | Compétition inexistante |
| 1980-1981                           | Finaliste  | Championnat inexistant | -                          | Compétition inexistante |
| 1981-1982                           | Vainqueur  | Championnat inexistant | -                          | Compétition inexistante |
| 1982-1983                           | 3e (Gr. B) | -                      | -                          | Compétition inexistante |
| 1983-1984                           | 2e (Gr. C) | -                      | -                          | Compétition inexistante |
| 1984-1985                           | 2e (Gr. D) | -                      | -                          | Compétition inexistante |
| 1985-1986                           | -          | 6e (Gr. B)             | -                          | Compétition inexistante |
| 1986-1987                           | -          | Championnat inexistant | non connu                  | Compétition inexistante |
| 1987-1988                           | -          | Championnat inexistant | non connu                  | Compétition inexistante |
| 1988-1989                           | 9e (Gr. A) | Championnat inexistant | -                          | Compétition inexistante |
| 1989-1990                           | -          | Championnat inexistant | non connu                  | Compétition inexistante |
| 1990-1991                           | -          | Championnat inexistant | non connu                  | Compétition inexistante |
| 1991-1992                           | -          | Championnat inexistant | non connu                  | Compétition inexistante |
| Pas de section féminine (1992-2014) |            |                        |                            |                         |
| 2014-2015                           | -          | -                      | 1er (DH Champagne-Ardenne) | 1er tour fédéral        |
| 2015-2016                           | -          | 5e (Gr. A)             | -                          | 1er tour fédéral        |
| 2016-2017                           | -          | 5e (Gr. A)             | -                          | 1er tour fédéral        |
| 2017-2018                           | -          | 2e (Gr. A)             | -                          | 8es de finale           |
| 2018-2019                           | -          | 1er (Gr. A)            | -                          | 16es de finale          |
| 2019-2020                           | 8e         | -                      | -                          | Quarts de finale        |
| 2020-2021                           | 6e         | -                      | -                          | 16es de finale          |
| 2021-2022                           | 7e         | -                      | -                          | Quarts de finale        |
| 2022-2023                           | 6e         | -                      | -                          | Quarts de finale        |
| 2023-2024                           | 4e         | -                      | -                          | 8es de finale           |
| 2024-2025                           | en cours   | -                      | -                          | en cours                |

## Personnalités du club

### Joueuses emblématiques
Les pionnières Michèle Monier, Ghislaine Royer-Souef, Nadine Juillard, Maryse Lesieur et Marie-Claire Harant, présentes sur la pelouse d'Auguste-Delaune le 24 août 1968 pour le premier match de l'équipe féminine lors de la kermesse de l'Union-Sports, jouèrent également le premier match officiel de l'équipe de France face aux Pays-Bas le 17 avril 1971,.
Parmi les premières joueuses championnes de France au milieu des années 1970, figurent Marie-Louise Butzig, Isabelle Musset, Marie-Bernadette Thomas, Dominique Dewulf, Véronique Roy, Michèle Wolf, Michèle Bariset, l'Écossaise Rose Reilly. Au début des années 1980, sont championnes de France Nicole Abar, Claude Bassler, Élisabeth Loisel, Corinne Baudette, Marie-Agnès Annequin-Plantagenet.

#### Les plus capées
Le tableau ci-dessus présente les joueuses ayant disputé le plus de matchs avec le Stade de Reims depuis sa recréation en 2014.
À jour au 23 juillet 2023.
| Rang | Joueuses        | Période               | D1 | D2 | CdF | Total |
| 1re  | Sonia Ouchene   | 2015-2018 2020-2023   | 63 | 58 | 12+ | 133   |
| 2e   | Chloé Philippe  | 2015-2022             | 48 | 73 | 8+  | 129   |
| 3e   | Magou Doucouré  | 2017-2023             | 73 | 34 | 11  | 118   |
| 4e   | Tanya Romanenko | 2016-2022             | 52 | 43 | 9   | 104   |
| 5e   | Tess David      | 2014-2021             | 24 | 67 | 7+  | 98    |
| 6e   | Mélissa Gomes   | 2017-2021 depuis 2023 | 35 | 43 | 10  | 88    |
| 7e   | Bénédicte Simon | 2016-2020             | 15 | 57 | 9   | 81    |

#### Meilleures buteuses
Le tableau ci-dessus présente les meilleures buteuses avec le Stade de Reims depuis sa recréation en 2014.
À jour au 23 juillet 2023.
| Rang | Joueuses         | Période               | D1 | D2 | CdF | Total |
| 1re  | Mélissa Gomes    | 2017-2021 depuis 2023 | 12 | 30 | 11  | 53    |
| 2e   | Tanya Romanenko  | 2016-2022             | 5  | 21 | 3   | 29    |
| 3e   | Melchie Dumornay | 2021-2023             | 18 | -  | 5   | 23    |
| 4e   | Kessya Bussy     | 2020-2023             | 19 | -  | 2   | 21    |
| 5e   | Sonia Ouchene    | 2015-2018 2020-2023   | 8  | 8  | 4   | 20    |
| 6e   | Melissa Herrera  | 2018-2021             | 10 | 8  | 1   | 19    |
| 7e   | Evanna Soyeux    | 2014-2020             | 0  | 12 | 4   | 16    |
| 8e   | Chloé Philippe   | 2015-2022             | 0  | 13 | 2   | 15    |

### Entraîneurs
- 2014-2016 :  Florent Ghisolfi
- février-juin 2016 :  Frédéric Izeda
- 2016-2017 :  Antoine Diaz
- janvier 2017-juillet 2024 :  Amandine Miquel
- depuis août 2024 :  Mathieu Rufié

## Structures

### Stade et centre d'entraînement
Les féminines du Stade de Reims évoluent, depuis la réouverture de la section en 2014, à domicile au stade Louis-Blériot situé à Bétheny, dans le centre d'entraînement du Stade de Reims appelé Centre de vie Raymond Kopa et ouvert cette même année. C'est dans ce même centre que les Rémoises s'entraînent toute l'année. Un bâtiment de 765 m2 leur est dédié depuis 2022, les travaux ayant débuté au printemps 2021 pour un montant de 2,5 millions d'euros.

## Culture
Le film Comme des garçons réalisée par Julien Hallard, sortie en 2018, s'inspire de la création de la première équipe féminine de football de France à Reims par Pierre Geoffroy en 1968.